# Persecuzione
La persecuzione è l'insieme delle azioni di forza e di atti ostili diretti contro una o più persone. Generalmente è rivolta a comprimere un movimento politico o religioso o a eliminare un gruppo etnico o sociale, economicamente, politicamente o tecnologicamente inferiore a un gruppo dominante che si ritiene superiore culturalmente.

## Definizione nel diritto internazionale
Una definizione di ciò che s'intende giuridicamente come persecuzione è indicato dallo Statuto di Roma della Corte penale internazionale (17 luglio 1998) che all'articolo 7, riguardante i crimini contro l'umanità, recita che per:
«"persecuzione" s'intende la intenzionale e grave privazione dei diritti fondamentali in violazione del diritto internazionale, per ragioni connesse all'identità del gruppo o della collettività»
Nello stesso Statuto viene indicata una casistica di ciò che rientra nel crimine di persecuzione:
«Persecuzione contro un gruppo o una collettività dotati di propria identità, ispirata da ragioni di ordine politico, razziale, nazionale, etnico, culturale, religioso o di genere sessuale ai sensi del paragrafo 3, o da altre ragioni universalmente riconosciute come non permissibili ai sensi del diritto internazionale, collegate ad atti previsti dalle disposizioni del presente paragrafo o a crimini di competenza della Corte»

## Persecuzioni in Europa

### Persecuzioni religiose

#### Persecuzioni dei cristiani
Le persecuzioni dei cristiani nell'Impero romano consistettero in azioni repressive contro gli appartenenti a questa religione che si stava diffondendo presso diverse popolazioni dell'Impero. L'unica fonte che parla di una persecuzione contro i cristiani attribuita a Nerone è quella di Tacito che annota come l'imperatore se ne servisse per distogliere i sospetti su di sé (abolendo rumori) come autore dell'incendio di Roma. Probabilmente le persecuzioni ufficiali che vennero come ordine dall'autorità centrale furono solo due: la prima sotto Decio e Valeriano e la seconda, la più pesante, nominata la "grande persecuzione", con Diocleziano. Finirono con l'editto di Nicomedia del 311 emanato dall'imperatore Galerio, confermato dall'editto di Milano del 313 promulgato da Costantino I.
Il culto pubblico della tradizionale religione romana era strettamente intrecciato allo stato: fare sacrifici agli dèi e rispettare i riti significava stabilire un patto con le divinità, in cambio della loro protezione. Era facile integrare gli dèi, i riti e le credenze di altre popolazioni in questo sistema, mentre la religione cristiana rifiutava il sacrificio agli dèi tradizionali, ponendosi in tal modo agli occhi dei romani in antitesi allo stato, a differenza dell'ebraismo, accettato da Roma fin dai tempi di Giulio Cesare. Pare comunque che all'inizio i cristiani venissero facilmente confusi con gli ebrei stessi, tanto che Svetonio e Dione Cassio riportano che l'imperatore Claudio (41-54) avrebbe scacciato da Roma "i Giudei che creavano disordini per impulso di un certo Chresto".

#### Persecuzioni dei pagani
Le persecuzioni dei pagani furono episodi di intolleranza religiosa che segnarono la progressiva sostituzione del cristianesimo al paganesimo soprattutto nel corso del IV secolo, fino alla scomparsa di quest'ultimo, mentre secondo altri, il periodo principale delle persecuzioni si colloca tra il 312 e il 612 circa, quindi primariamente nel periodo tra Costantino e Giustiniano, ma anche Maurizio ed Eraclio sarebbero attestati come persecutori dei gentili.
Di recente, con la rinascita del paganesimo, si sono manifestati casi di discriminazione nei confronti di queste nuove correnti religiose.

### Persecuzioni nell'Italia fascista

#### Persecuzione dei pentecostali
Dei pentecostali deportati nei campi di sterminio non se ne conosce il numero preciso in quanto considerati malati di mente a motivo della glossolalia, della loro convinzione cioè, che i doni degli apostoli continuino a persistere nel mondo moderno. Alla luce di brani della prima lettera ai Corinzi ( 14, 2.4-5.15) e della lettera ai Romani ( 8, 26), i pentecostali ritengono che la glossolalia, donata da Dio durante la preghiera libera, sia più ispirata perché generata da una particolare condizione di abbandono all'opera dello Spirito Santo. Essa conferisce al credente che la riceve, i doni e i carismi dello Spirito, così come descritti da S. Paolo nella sua epistola ai Corinzi.
Le autorità governative fasciste, in nome di principi razzisti decisero di isolare i pentecostali, arrivando a chiuderne i locali di culto, come ampiamente documentato dalle testimonianze e dai molti carteggi conservati negli archivi. In Italia Il 9 aprile del 1935 veniva diramata la circolare n. 600/158, la cosiddetta circolare "Buffarini Guidi"  dal nome dell’allora sottosegretario del Ministero dell’Interno - che bandì il culto pentecostale in tutto il Regno in quanto «essendo risultato che esso si estrinseca e si concreta in pratiche religiose contrarie all’ordine sociale e nocive all’integrità fisica e psichica della razza».
In conseguenza di questa circolare avvennero molti arresti e invii al confino sia di semplici credenti sia di pastori pentecostali.
Nel 1953, a dieci anni dalla caduta del fascismo e quasi a cinque dall'entrata in vigore della Costituzione della Repubblica Italiana, il ministro dell'Interno Mario Scelba affermò in risposta ad un'interrogazione parlamentare che «l'esercizio del cosiddetto culto pentecostale non è ammesso in Italia». Tale disposizione fu dichiarata «non più in vigore» il 16 aprile 1955.

### Persecuzioni nella Germania nazista
In questo ambito il crimine contro l'umanità riguardò il genocidio compiuto dalla Germania nazista di tutte quelle persone ed etnie ritenute "indesiderabili", in particolare gli ebrei.

#### Persecuzione degli ebrei
Per la persecuzione degli ebrei il termine olocausto viene principalmente utilizzato per indicare lo sterminio sistematico di milioni di ebrei (le stime vanno da 5 a 7, con una media accreditata di 6 milioni circa) che vivevano in Europa prima della seconda guerra mondiale.

#### Persecuzione dei testimoni di Geova
Nella settimana dall'8 al 16 aprile del 1933 vennero distribuiti in tutta la Germania più di due milioni di opuscoli di propaganda e, come risposta, durante la stessa settimana il movimento dei Bibelforscher (così come venivano chiamati i testimoni di Geova) venne proibito per decreto in molti Länder: il 10 aprile nel Meclemburgo-Schwerin, il 13 in Baviera, il 18 in Sassonia e così via. Il 22, 23 e 24 aprile furono sequestrate tutte le pubblicazioni, sequestrate e chiuse sia la stamperia di Magdeburgo che la sede del movimento. Secondo i nazisti sia l'Associazione degli Studenti Biblici che la Società Torre di Guardia erano strettamente legati con i comunisti. Le restrizioni e proibizioni nei confronti dei testimoni di Geova culminarono alla fine di settembre 1939 con la deportazione di 145 detenuti col “triangolo viola” a Dachau.

#### Persecuzione delle persone LGBT
Gli omosessuali erano un altro dei gruppi presi di mira durante l'olocausto. Ad ogni modo il partito nazista non fece mai nessun tentativo di sterminare tutti gli omosessuali; in base alle prime leggi naziste, essere omosessuali in sé non era un motivo sufficiente per l'arresto, occorreva avere compiuto qualche atto omosessuale, punibile in base al paragrafo 175. Dopo la fine delle SA e il trionfo delle SS, però, la persecuzione si aggravò, anche se rimase sempre limitata ai gay tedeschi, ariani. Erano questi che rifiutando di unirsi alle donne intralciavano la crescita della "razza ariana". I nazisti si disinteressarono in genere degli omosessuali maschi di altri popoli considerati inferiori, per concentrarsi e tentare di "curare" i maschi gay tedeschi.

#### Persecuzione degli zingari
La campagna Hitleriana di genocidio nei confronti dei popoli zigani, principalmente Rom e Sinti dell'Europa venne vista da molti come un'applicazione particolarmente bizzarra della scienza razziale nazista. Gli antropologi tedeschi erano disorientati dalla contraddizione che gli zingari erano discendenti degli originali invasori ariani dell'India, che tornarono poi in Europa. Ironicamente, questo li rendeva, in pratica se non in teoria, non meno ariani della stessa gente tedesca. Questo dilemma fu risolto dal Professor Hans Gunther, uno dei principali scienziati razziali, che scrisse:
Gli zingari dunque rientravano nelle "razze impure".

Alcuni gruppi di Rom, comprese le tribù tedesche dei Sinti e dei Lalleri, vennero risparmiati dalla deportazione e dalla morte. I restanti gruppi zingari soffrirono all'incirca come gli ebrei (e in alcuni casi subirono pratiche degradanti ancor più degli ebrei).

## Persecuzioni in America
Quanti fossero i nativi prima della colonizzazione europea delle Americhe è difficile da stabilire: le cifre dell'entità dello sterminio sono ancora al centro di un ampio dibattito storiografico. Secondo le ultime ricostruzioni si tratterebbe del 90% della popolazione indigena morta in meno di un secolo.
Secondo quanto afferma lo storico David Carrasco, docente all'HDS di Cambridge, Massachusetts, specializzato in storia e religioni mesoamericane,: «Gli storici sono stati in grado di stimare con una certa plausibilità che nel 1500 circa 80 milioni di abitanti occupavano il Nuovo Mondo. Nel 1550 solo 10 milioni di indigeni sopravvivevano. In Messico vi erano circa 25 milioni di persone nel 1500. Nel 1600 solo un milione di indigeni mesoamericani erano ancora vivi»
Le cause di una tragedia di così ampie dimensioni sono molteplici: gli stermini perpetrati dai conquistadores, le guerre intestine sovente aizzate da questi ultimi per rendere più facile la conquista con la politica del divide et impera, le nuove malattie, i lavori forzati in stato di semi-schiavitù e non ultimo il senso di smarrimento e di perdita di senso dovuto all'annientamento della loro fede e delle loro tradizioni che portarono talvolta a suicidi di massa.

## Persecuzioni in Africa
- Congo - la politica del re belga Leopoldo II, avrebbe provocato la morte di 10 milioni di persone (metà della popolazione) attraverso la militarizzazione del lavoro forzato (con donne e bambini presi in ostaggio) e un duro sistema di quote di produzione e crudeli punizioni (amputazione delle mani).
- Costa d'avorio - tra il 1900 e il 1911, la popolazione si è ridotta da 1,5 milioni a 160.000
- Sudan - sotto il dominio inglese (1882 - 1903) la popolazione si è ridotta da 9 a 3 milioni.
- Herero - fra il 1904 e il 1906 i tedeschi sono stati responsabili, nella regione dell'attuale Namibia, di uno sterminio che è oggi considerato da molti come un vero e proprio genocidio: dal 50 all'80% degli Herero e il 50% dei Nama sono stati uccisi o fatti morire, per un totale che varia da 24.000 a 75.000 vittime.